# Panaspis mocamedensis
Panaspis mocamedensis — вид ящірок родини сцинкових (Scincidae). Описаний у 2020 році.

## Поширення
Ендемік Анголи. Поширений у провінції Намібе на південному заході країни. Під час португальського панування провінція Намібе називалася Мосамедиш, звідси і походить видова назва P. mocamedensis.